# Zuid-Afrikaanse keuken
De Zuid-Afrikaanse keuken omvat het geheel van culinaire tradities van de huidige Republiek Zuid-Afrika. Ze wordt gekenmerkt door het grote aantal invloeden van Afrikaanse, Europese en Aziatische culturen. Enerzijds gaat de Zuid-Afrikaanse keuken terug op de kookkunsten van de inheemse volkeren van Zuid-Afrika zoals de Khoisan, de Xhosa, Zoeloes en de Sotho. Anderzijds hebben de verschillende keukens van de kolonisten en immigranten, maar ook van de slaven en bedienden, een grote invloed gehad op de Zuid-Afrikaanse keuken. Allemaal brachten ze hun eigen eetgewoonten mee die ze moesten aanpassen aan de lokale mogelijkheden en de eetgewoonten van andere groepen. Zo weerspiegelt de Zuid-Afrikaanse keuken de migratiegeschiedenis van het land: de ‘regenboognatie’.
Behalve de prominente positie die vlees inneemt in de Zuid-Afrikaanse keuken, is er één traditie die door alle culinaire erfgoederen in Zuid-Afrika wordt omarmd. Zuid-Afrikanen staan bekend om hun voorliefde voor de braai (Afrikaans voor barbecue). Zodra er iets te vieren valt, wordt de braai aangestoken. Hierin verschilt een braai wel degelijk van een Nederlandse barbecue: voor het roosteren van vlees gebruikt men meestal hout in plaats van kolen.
Braaien wordt zodanig gezien als een verbindende factor onder de cultureel diverse bevolking in Zuid-Afrika, dat mensenrechtenactivist Desmond Mpilo Tutu de nationale feestdag Erfenisdag heeft bekroond tot Nationale Braaidag.

## Typische gerechten
- Amasi, een soort gefermenteerde melk
- Beskuit, koekjes voor bij de thee of koffie
- Biltong, gedroogde reepjes vlees
- Biryani, traditioneel Zuid-Aziatische rijstschotels
- Bobotie, een gekruide gehaktschotel
- Boerewors, een soort braadworst
- Bonen met gekookte pootjes van schaap of varken
- Bunny chow, een fastfoodgerecht met Indische roots
- Chutney, een soort saus, oorspronkelijk uit de Indiase en Pakistaanse keuken
- Droëwors, dunne, gedroogde worstjes, een populaire snack
- Frikadel, een typische gehaktbal
- Gatsby, een belegd broodje
- Gerookte of gebraden snoekmakreel
- Gesmoorde vis, gezouten kabeljauw
- Hoenderpastei, een hartige kippentaart
- Honingbosthee
- Isidudu, pompoenpap
- Koeksister, een gefrituurde lekkernij
- Mageu, een niet-alcoholische drank op basis van gefermenteerde maïspap
- Mala Mogodu, een stoofpotje van orgaanvlees
- Malvapudding, een zoete pudding
- Mashonzha, een gerecht op basis van de eetbare mopaneworm
- Melktert, een zoete taart, vergelijkbaar met custard
- Melkkos, een ander nagerecht op basis van melk
- Mieliebrood, zoet brood op basis van suikermaïs
- Rooibosthee
- Struisvogelvlees
- Pampoenkoekies, koekjes op basis van pompoen
- Putupap, maïspap waar veel mee wordt ontbeten
- Potbrood, hartig brood van de eerste Boeren
- Potjiekos, een stoofpotje
- Samosa, een gefrituurd gebakje uit de Indiase keuken
- Smagwinya, vette cake
- Sosatie, een soort vleessatés
- Tamatabredie, een van oorsprong Nederlands stoofpotje van schapenvlees
- Umleqwa, een gerecht op basis van kip
- Umngqusho, een Xhosa gerecht met witte maïs en boontjes
- Umphokoqo, een Afrikaanse salade van maïsmeel
- Umqombothi, een soort bier op basis van gefermenteerde maïs en sorgo
- Umvubo, een Xhosa mengsel van gefermenteerde melk en droge pap
- Vetkoek, een bijgerecht dat erg op een oliebol lijkt
- Waterblommetjiebredie, een stoofpotje

### Fotogalerij

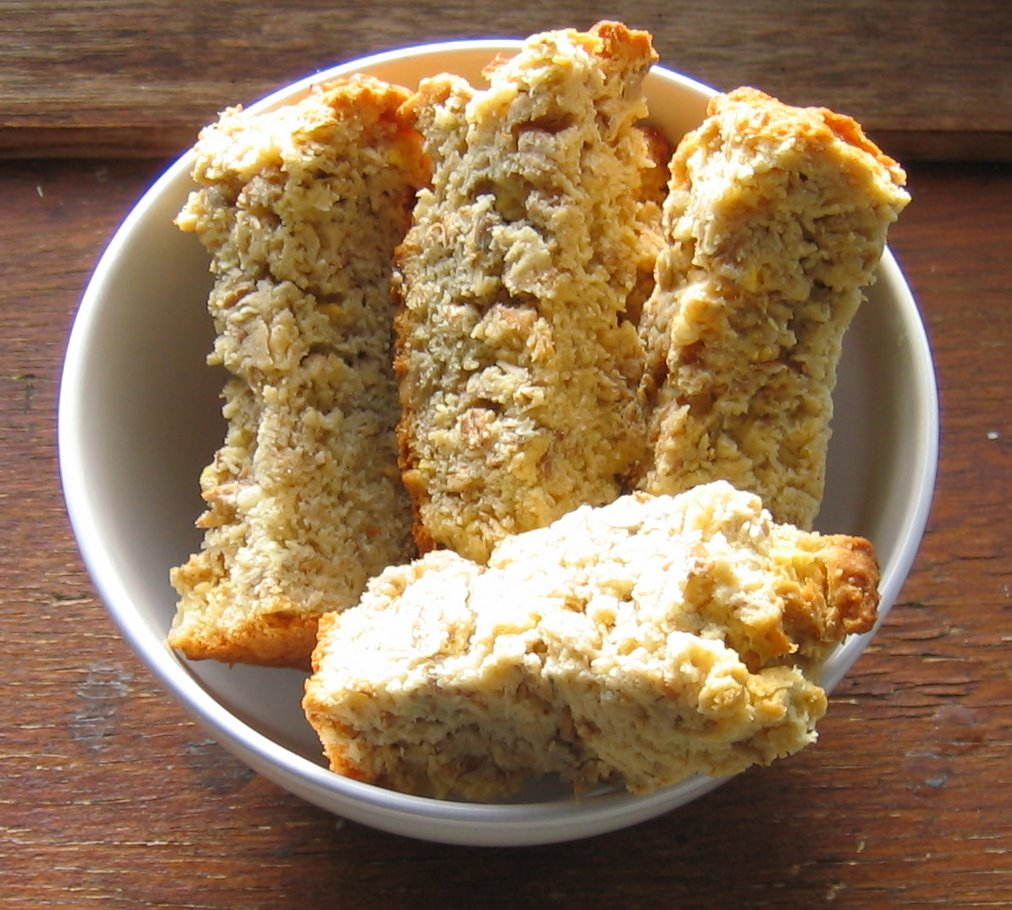
Zuid-Afrikaanse beskuiten (Ouma Rusks)
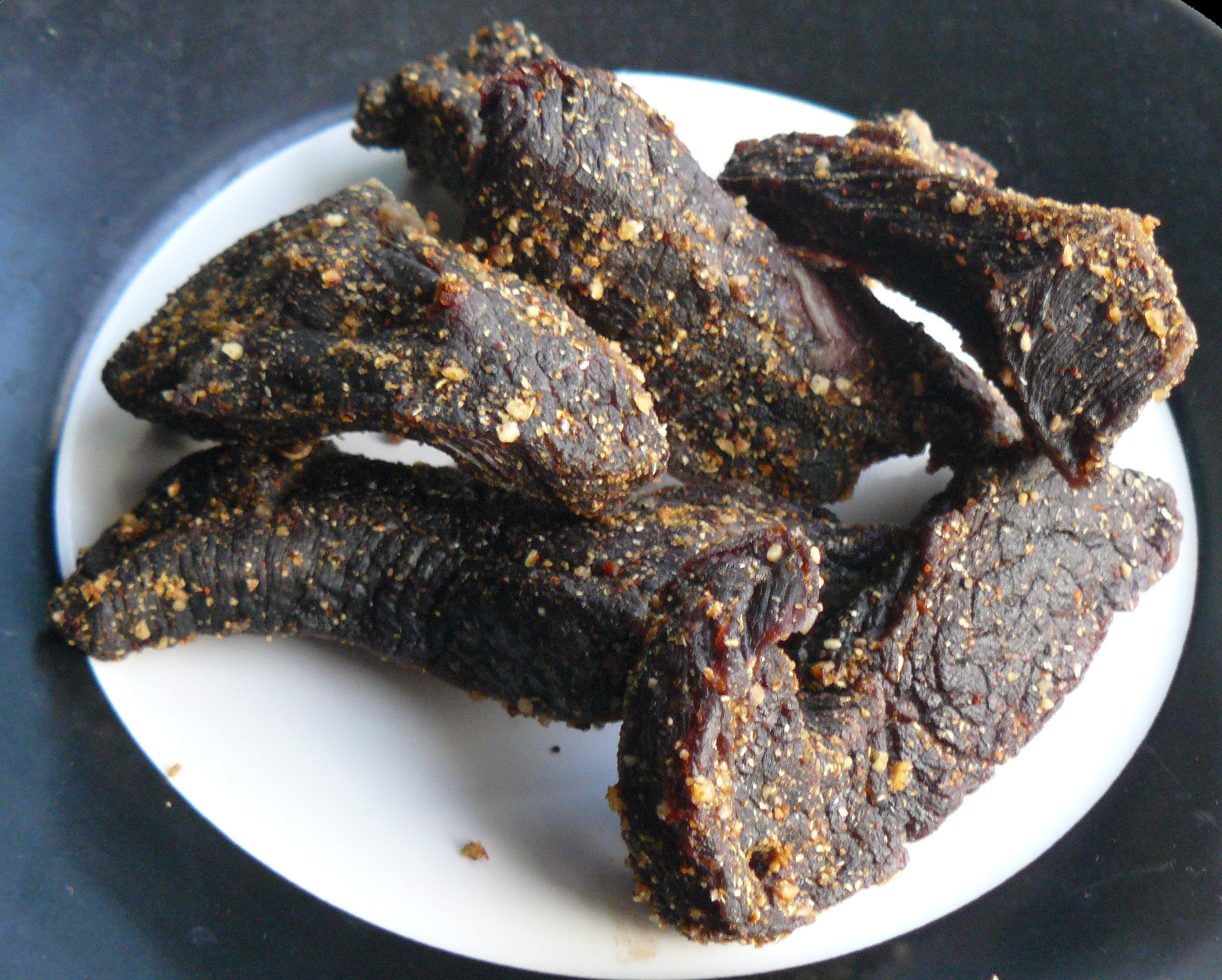
Biltong
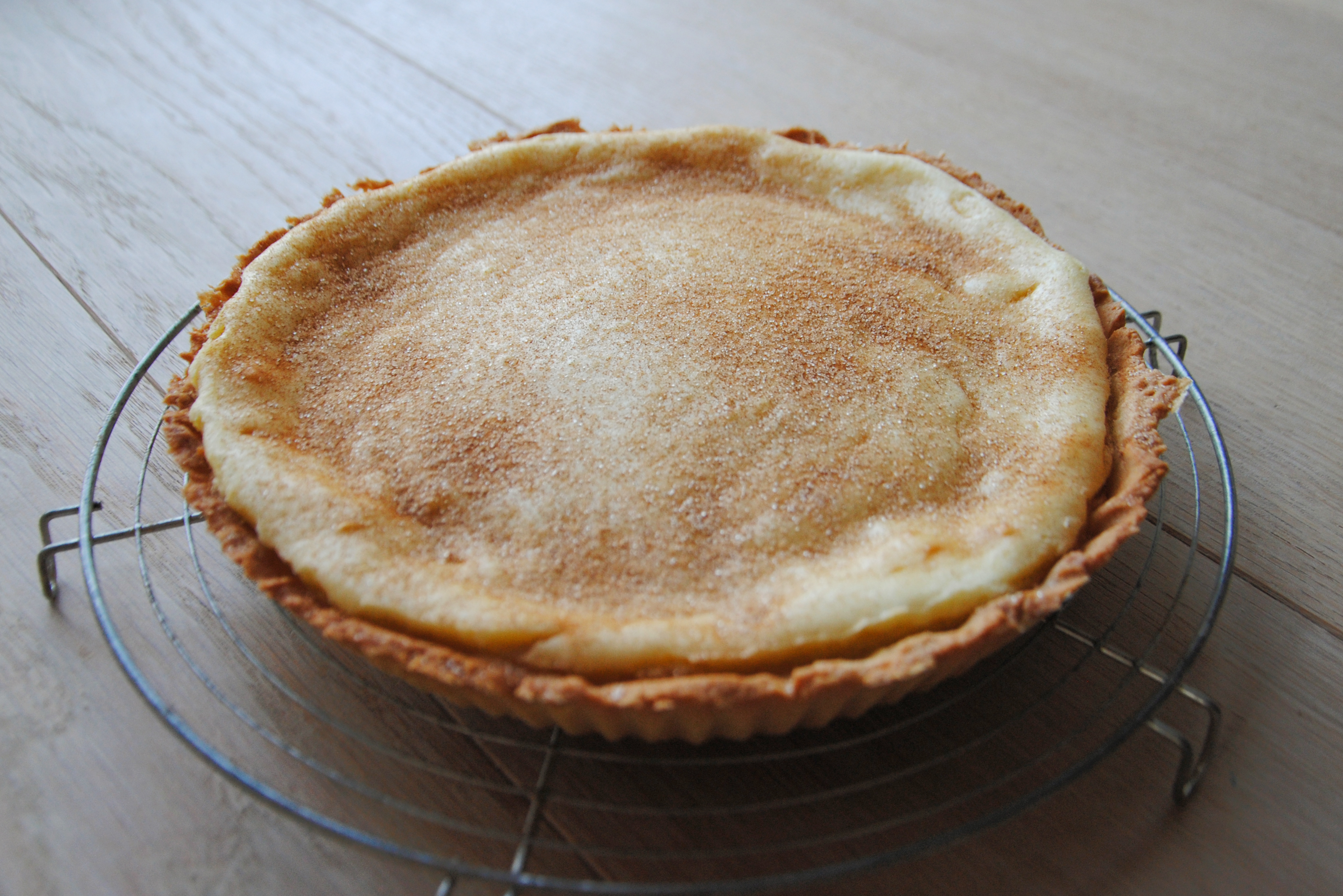
Versgebakken melktert
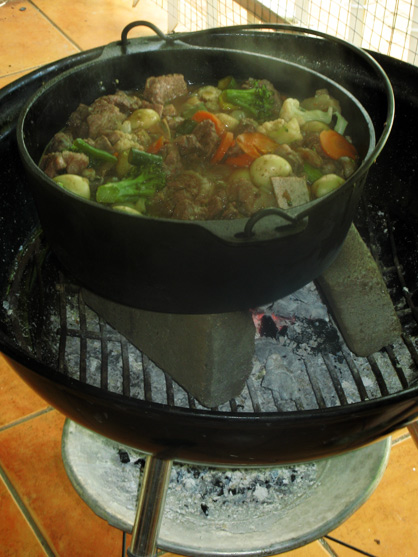
Potjiekos is een typisch Zuid-Afrikaans stoofpotje

## Wijnen

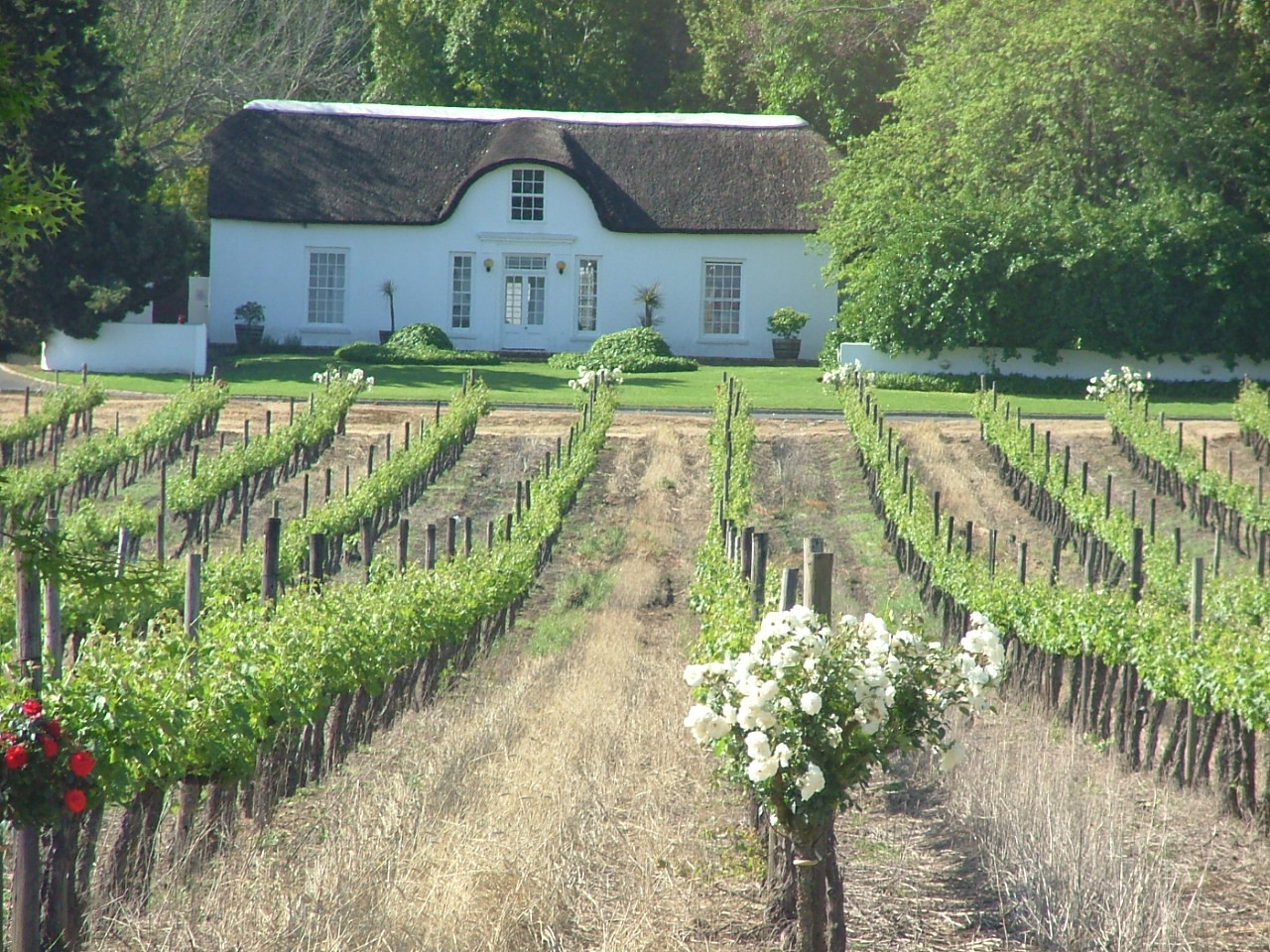
Een wijngaard in Stellenbosch

Zuid-Afrika heeft een lange geschiedenis als wijnproducerend land. De VOC-koopman en stichter van Kaapstad Jan van Riebeeck produceerde op 2 februari 1659 de eerste wijn van Zuid-Afrika. Dankzij de komst van de Franse hugenoten in 1688 kwam er meer deskundigheid en verfijning op wijngebied richting Zuid-Afrika, en is het grootste deel van de druivenrassen dat in Zuid-Afrika wordt geteeld van Franse oorsprong. Sindsdien is de West-Kaap het hart van de Zuid-Afrikaanse wijnproductie. De wijnen van het wijngoed Constantia in Kaapstad worden tot 's werelds beste gerekend.
Zuid-Afrika staat als enige Afrikaanse land in de top tien van zowel wijnproducerende als -exporterende landen. In 2006 nam het land 2,4% van de wereldwijde wijnexport voor haar rekening.